# 奈義町現代美術館
奈義町現代美術館（なぎちょうげんだいびじゅつかん、Nagi Museum Of Contemporary Art）、通称Nagi MOCA（ナギ・モカ）は、岡山県勝田郡奈義町にある美術館。

## 概要
作品と建物が一体となっているこの美術館は、磯崎新による設計で、1994年に建築された。
建物内に奈義町立図書館が併設されている。
2020年、日本建築家協会第20回JIA25年賞受賞。

## 収蔵作品
常設作品（パーマネント・コレクション）
- 荒川修作 + マドリン・ギンズ
- 岡崎和郎
- 宮脇愛子